# Gollar
Gollar (persiska: گللر) är en ort i Iran.   Den ligger i provinsen Östazarbaijan, i den nordvästra delen av landet, 500 km nordväst om huvudstaden Teheran. Gollar ligger 976 meter över havet och antalet invånare är 146.
Terrängen runt Gollar är lite bergig.Runt Gollar är det ganska glesbefolkat, med 27 invånare per kvadratkilometer. Närmaste större samhälle är Navānsar, 5,6 km norr om Gollar. Trakten runt Gollar består i huvudsak av gräsmarker.